# Oberea taiwana
Oberea taiwana là một loài bọ cánh cứng trong họ Cerambycidae.